# Patsy Cline
Patsy Cline (születési nevén Virginia Patterson Hensley) (Winchester, Virginia, 1932. szeptember 8. – Camden, Tennessee, 1963. március 5.) népszerű amerikai countryénekesnő. Legismertebb dalai: Walking After Midnight, Crazy, I Fall to Pieces.

## Élete
Szegény családból származott; apja kovács volt, anyja varrónő. 1957-ben találkozott Charlie Dick-kel, akitől két gyermeke született.

1967-ben minősítési rekordot ért el az USA-ban: a Patsy Cline's Greatest Hits tízszeres platinalemez lett, és egyben a legmagasabb példányszámban elkelt válogatáslemez női előadótól. 
Egy koncertről a Missouri állambeli Kansas Cityből tért vissza, amikor repülőgépe egy zivatarban lezuhant. A fedélzeten utazó a countryénekesek, Cowboy Copas és Hawkshaw Hawkins Cline-hoz hasonlóan nem élték túl a balesetet.
Halála még népszerűbbé tette. További albumok és kislemezek jelentek meg posztumusz, amelyek mindegyike rendkívül jól fogyott, és gyakran arany vagy platina minősítést kapott. Ezek közé tartozik a Greatest Hits album, amely több mint tízmillió példányban kelt el az Egyesült Államokban és tízszeres gyémántlemez lett. A Crazy című dal még 1990-ben is a slágerlistákon volt.
A repülőgép-szerencsétlenség Tennesseeben, Dybersburg mellett történt. Szülővárosában, Winchesterben temették el, a Shenandoah Memorial Parkban. Az életéről szóló 1985-ös játékfilm, a „Sweet Dreams” újra felkeltette iránta a közérdeklődést.

## Diszkográfia

### Stúdió albumok
- 1957 – Patsy Cline
- 1961 – Patsy Cline Showcase
- 1962 – Sentimentally Yours

### Posztumusz stúdió albumok
- 1964 – A Portrait of Patsy Cline
- 1964 – That's How a Heartache Begins
- 1980 – Always
- 1999 – With Love

## Díjak
- 1973: Country Music Hall of Fame[1]
- 1995: Grammy-díj (életműdíj)
- 1999: Hollywood Walk of Fame
- 2008: a Rolling Stone magazin az énekesnőt minden idők 100 legjobb énekesei között a 46. helyre tette